# Nomi (Olaszország)
Nomi település Olaszországban, Trento megyében. Lakosainak száma 1307 fő (2023. január 1.). Nomi Besenello, Calliano, Pomarolo, Aldeno és Volano községekkel határos.

## Népesség
A település népességének változása:
| Lakosok száma | 1381 | 1332 | 1307 |
|               | 2017 | 2018 | 2023 |